# Amauris angola
Amauris angola är en fjärilsart som beskrevs av George Thomas Bethune-Baker 1914. Amauris angola ingår i släktet Amauris och familjen praktfjärilar. Inga underarter finns listade i Catalogue of Life.